# アイアンマン・エクスペリエンス
アイアンマン・エクスペリエンス（Iron Man Experience）は、香港ディズニーランドにあるフライトシミュレーター型アトラクション。

## このアトラクションが存在するパーク
- 香港ディズニーランド（香港ディズニーランド・リゾート）

## 概要
| アイアンマン・エクスペリエンス Iron Man Experience | アイアンマン・エクスペリエンス Iron Man Experience | アイアンマン・エクスペリエンス Iron Man Experience | アイアンマン・エクスペリエンス Iron Man Experience |
| -------------------------------------------------- | -------------------------------------------------- | -------------------------------------------------- | -------------------------------------------------- |
| アイアンマン・エクスペリエンス                     |                                                    |                                                    |                                                    |
| オープン日                                         | オープン日                                         | 2017年1月11日                                      | 2017年1月11日                                      |
| スポンサー                                         | スポンサー                                         | AIAグループ                                        | AIAグループ                                        |
| 所要時間                                           | 所要時間                                           | 約4分30秒                                          | 約4分30秒                                          |
| 定員                                               | 定員                                               | 225名(1キャビン45名×5台)                           | 225名(1キャビン45名×5台)                           |
| 利用制限                                           |                                                    | 102cm以上                                          | 102cm以上                                          |
| シングルライダー                                   | シングルライダー                                   |                                                    | 対象外                                             |

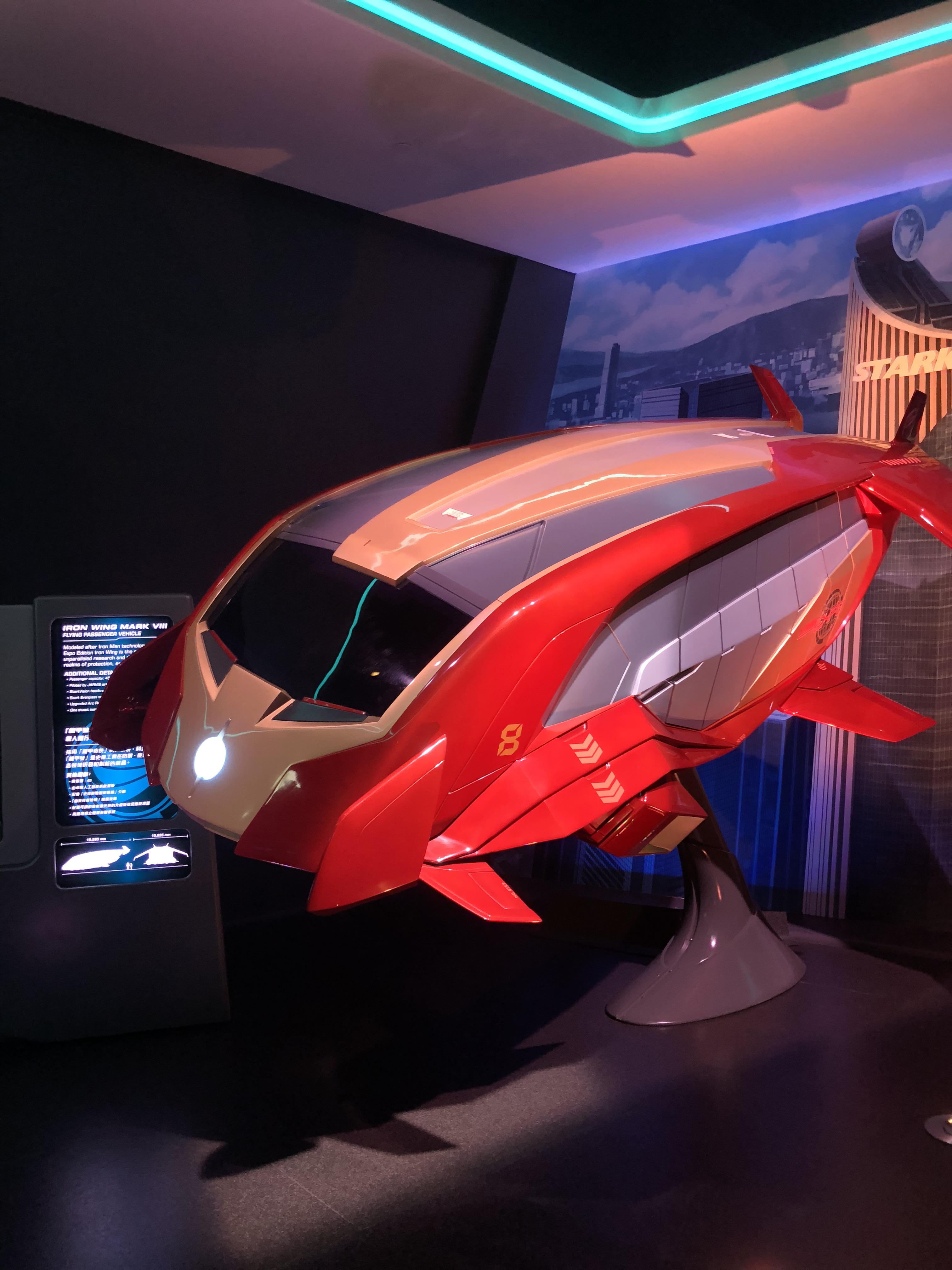
キューの乗り場にあるライドの模型

マーベル・コミックのアイアンマンをテーマとしたフライトシミュレーター型のアトラクション。このアトラクションにはスター・ツアーズ:ザ・アドベンチャーズ・コンティニューと同じ技術が使われており、総工費はおよそ1億ドルである。世界のディズニーパークで、初のマーベルテーマのライドアトラクションとなる。このアトラクションはトゥモローランド内のスターク・エキスポと呼ばれるエリアにあり、時代設定は2010年のスターク・エキスポの数年後である。トニー・スタークは、アイアン・ウィングに乗ったゲストを新しく建造されたスターク・タワーのある香港のツアーに連れ出すが、スターク・タワーのアーク・リアクターを狙うヒドラとの戦いに巻き込まれてしまう。アイアンマンは英語で喋り、アイアン・ウイングのパイロットとしてジャーヴィスが登場し、広東語で喋る。

### スターク・エキスポ
スターク・エキスポを訪れたゲストは、スターク・インダストリーズの創業者であるハワード・スタークと、その息子であるトニー・スタークの業績を見ることができる。さらにアイアン・ウィングを始めとする現在の発明品を多数見ることができる。また、併設されているエキスポ・ショップではアイアンマンに関するグッズが買える他、アイアンマンとのグリーティングができる「アイアンマン・テックショーケース」、「ビカム・アイアンマン」というインタラクティブ・ゲームも楽しめる。

## オープンまでの沿革
ディズニーパークにマーベルのアトラクションを作るという話は2009年から始まっていた。ウォルト・ディズニー・カンパニーの2013-2014決算スピーチの中で、香港の財務秘書であるジョン・ツァンは、香港ディズニーランドに新たなナイトタイム・パレード、そしてマーベル・ユニバースからのキャラクターをテーマとしたエリアが作られると発表した。
2013年10月8日、ウォルト・ディズニー・パークス・アンド・リゾーツのトム・スタッグスが、香港ディズニーランドにアイアンマン・エクスペリエンスが加わると発表した。設計はウォルト・ディズニー・イマジニアリングが担当し、ヴィジュアル・エフェクトはインダストリアル・ライト&マジックが担当する。工事の遅れにより、香港ディズニーランド鉄道の一時運休や、バズ・ライトイヤーのアストロブラスターのファストパス発券休止などの影響があった。ライドの試験運転は2016年7月に始まり、2017年1月11日にグランドオープンした。